# Michael Nader
Michael Robert „Mike” Nader (ur. 19 lutego 1945 w Saint Louis, zm. 23 sierpnia 2021 w San Francisco) – amerykański aktor. Występował w roli Farnswortha „Dexa” Dextera w operze mydlanej ABC Dynastia (Dynasty).

## Życiorys

### Wczesne lata
Urodził się w Saint Louis w stanie Missouri w rodzinie pochodzenia libańskiego jako syn Minnette Glogovac i Johna Weldona Nadera. Miał siostrę Stephanie. Był bratankiem aktora George’a Nadera. Jego rodzice rozstali się kilka miesięcy po jego urodzeniu. Kiedy miał cztery lata rodzina przeprowadziła się do Beverly Hills, gdzie uczęszczał do Vista Grammar School i Beverly Hills High School. W wieku sześciu lat został potrącony przez pijanego kierowcę, co pozostawiło mu widoczną bliznę na twarzy. W latach 1957–1960 był surferem na plaży w Malibu. Dorabiał także jako model. W wieku 16 lat był jednym z trzech młodych surferów, którzy pojawili się na zdjęciu w magazynie „Life” z września 1961 z George’em Jonesem, rozpowszechniając artykuł „Szaleni, szczęśliwi surferzy: sposób na życie na falach” (The Mad, Happy Surfers: A Way of Life on the Wavetops). W 1963 ukończył Palisades Charter High School.

### Kariera
Występował w teatrze regionalnym na Hawajach. W połowie lat 60. rozpoczął swoją karierę ekranową od udziału w filmach, których akcja miała miejsce na plaży u boku Frankiego Avalona i Annette Funicello: Beach Party (1963), Muscle Beach Party (1964), Bikini Beach (1964), Przyjęcie (Pajama Party, 1964), Ski Party (1965), Plażowe bingo (Beach Blanket Bingo, 1965) i How to Stuff a Wild Bikini (1965). Po opuszczeniu Santa Monica City College w Los Angeles, grał rolę Tye’a McCoola w sztuce Tennessee Williamsa Vieux Carré w Beverly Hills Playhouse w Beverly Hills. Pojawił się także w sitcomie ABC Gidget (1965) z Sally Field oraz w melodramacie muzycznym fantasy Zaginiony horyzont (Lost Horizon, 1973) z Liv Ullmann i Michaelem Yorkiem.
Studiował aktorstwo w prestiżowym Actors Studio and Herbert Berghof Studio w Nowym Jorku, występował w sztukach na scenie off-Broadwayu. W 1973 wystąpił na nowojorskiej scenie Theatre of the Riverside Church w podwójnej roli jako Sterling Hayden i Jerome Robbins w przedstawieniu Teraz jesteś lub czy kiedykolwiek byłeś? (Are You Now or Have You Ever Been ...?), a w 1975 w nowojorskim Love-Death Plays of William Inge / Billy Munk Theatre w roli Rona w spektaklu Przebudzenie (The Wake). Został obsadzony w roli Kevina Thompsona w operze mydlanej CBS As the World Turns (1976-1978).
Trafił do obsady opery mydlanej NBC Naga istota (Bare Essence, 1983) jako Alexi Theopolis. Sławę międzynarodową zawdzięcza kreacji Farnswortha „Dexa” Dextera, trzeciego męża Alexis Colby (Joan Collins) w operze mydlanej ABC Dynastia (Dynasty, 1983-1989), za którą w 1990 był nominowany do Soap Opera Digest Awards dla najlepszego aktora w serialu dramatycznym. W listopadzie 1984 znalazł się na okładce magazynu „TV Guide” z Joan Collins.
W telewizyjnym dramacie wojenno–przygodowym NBC Wielka ucieczka 2: Nieopowiedziana historia (The Great Escape II: The Untold Story, 1988) z Christopherem Reeve’em zagrał nazistowskiego oficera Burchhardta. W miniserialu NBC Uśmiechy losu (Lucky Chances, 1988) na podstawie powieści Jackie Collins wystąpił jako Enzio Bonnatti, dawny sprzymierzeniec rodziny Santangelo, przyjaciel, który zdradził zaufanie i którym zawładnęła chciwość. W 1990 grał w sztuce Modlitwa za moją córkę (A Prayer for My Daughter). W operze mydlanej ABC Wszystkie moje dzieci (All My Children, 1991–1999, 2000–2001) wcielił się w rolę dziarskiego węgierskiego hrabiego Dimitriego Maricka, przez pewien czas męża Eriki Kane (Susan Lucci), za którą w 1998 zdobył nominację do Soap Opera Digest Awards jako najlepszy czarny charakter. Zrezygnowano z jego udziału, gdy został aresztowany za posiadanie narkotyków i spekulowano, czy jest nosicielem wirusa HIV.

## Życie prywatne
Był trzykrotnie żonaty. Od lipca 1984 do 1990 jego żoną była Robin Weiss, z którą ma córkę Lindsay (ur. 21 lipca 1984 w Los Angeles. 20 marca 1992 poślubił Beth Windsor, rozwiedli się w 2012. W 2012 związał się z Jodi Lister, z którą się ożenił 16 września 2014.
W 1997 został aresztowany za prowadzenie samochodu pod wpływem alkoholu.

### Śmierć
Zmarł 23 sierpnia 2021 w wieku 76 lat w swoim domu, dziesięć dni po zdiagnozowaniu nieuleczalnej postaci raka.

## Filmografia

### Filmy
- 1963: Plażowe przyjęcie (Beach Party) jako Chłopak z plaży
- 1964: Bikini Beach jako chłopak na plaży
- 1964: Dla tych, którzy myślą młodo  (For Those Who Think Young) jako student
- 1964: Przyjęcie (Pajama Party) jako Pajama Boy
- 1964: Muscle Beach Party jako Surfer
- 1965: Sierżant Martwa Głowa (Sergeant Dead Head)
- 1965: Jak wypychać dzikie bikini (How to Stuff a Wild Bikini) jako Mike
- 1965: Narciarskie przyjęcie (Ski Party) jako Bobby
- 1965: Beach Blanket Bingo jako Butch
- 1966: Fireball 500 jako Joey
- 1967: Podróż (The Trip)
- 1992: Ostatnie dotknięcie (The Finishing Touch) jako Sam Stone
- 1996: Ścigani (Fled) jako Frank Mantajano

### Film TV
- 1988: Córka mafii (Lady Mobster) jako Nick Scalfone
- 1988: Wielka ucieczka 2: Nieopowiedziana historia (The Great Escape II: The Untold Story) jako Burchardt
- 1990: Flash (The Flash) jako Nicholas Pike
- 1991: Perry Mason: The Case of the Maligned Mobster jako Johnny Sorrento

### Seriale TV
- 1965: Gidget jako Siddo
- 1976-78: As the World Turns jako Kevin Thompson
- 1981: Magnum (Magnum, P.I.) jako Mitch Caldwell
- 1983: Naga istota (Bare Essence) jako Alexi Theophilus
- 1983-89: Dynastia (Dynasty) jako Dex Dexter
- 1984: Poszukiwacz zagubionej miłości (Finder of Lost Loves) jako Kent Halliday
- 1989: Nocny łowca (Forever Knight) jako Lucien LaCroix
- 1990: Jackie Collins – Uśmiechy losu (Lucky/Chances) jako Enzio Bonnatti
- 1991: Flash (The Flash) jako Nicholas Pike
- 1991-2001: Wszystkie moje dzieci (All My Children) jako Dimitri Yakov Marick
- 2002: Prawo i bezprawie (Law & Order: Special Victims Unit) jako Robert Prescott
- 2009: Dowody zbrodni (Cold Case) jako Tucker 'Duke' Benton '09
- 2013: Wszystkie moje dzieci (All My Children) jako Dimitri Marick